# Protectorado italiano de Albania (1939-1943)
El Reino de Albania estuvo en unión personal con el Reino de Italia después de la invasión italiana de Albania en 1939 y hasta la ocupación alemana en septiembre de 1943. También se le conoce como Albania italiana o Gran Albania. y era un Estado controlado por la Italia fascista. El monarca era el rey italiano Víctor Manuel III, representado en Albania por gobernadores italianos. Durante este tiempo, Albania dejó de existir como país independiente y se convirtió en una parte autónoma del Imperio italiano. Las autoridades pretendían integrar Albania en la Gran Italia asimilando a los albaneses como italianos y colonizando Albania con colonos italianos de la península itálica para transformarla gradualmente en territorio italiano.
En el Tratado de Londres durante la Primera Guerra Mundial, la Triple Entente había prometido territorios en Albania a Italia como recompensa por luchar contra las Potencias Centrales. Los fascistas italianos afirmaban que los albaneses estaban étnicamente vinculados a los italianos a través de la asociación con las poblaciones prehistóricas, y que la gran influencia ejercida por los imperios romano y veneciano sobre Albania daba a Italia el derecho a poseerla. Además, varios cientos de miles de albaneses étnicos ya habían sido absorbidos por el sur de Italia, lo que se utilizó para justificar la anexión como una medida que uniría a todos los albaneses en un solo Estado. Italia apoyó el irredentismo albanés, dirigido contra Kosovo, en Yugoslavia, de población mayoritariamente albanesa, pero también contra Epiro, en Grecia, en particular la zona fronteriza de Chameria, habitada por la minoría albanesa cham.

## Historia

### Antecedentes
Desde que Albania se proclamó como Estado independiente tras la Primera Guerra Mundial, el gobierno albanés se vio presionado ante Italia, su vecino más poderoso en lo económico y militar, y para evitar amenazas a la recién ganada independencia el rey albanés Zog I aceptó varias exigencias del dictador italiano Benito Mussolini, destinadas a aumentar la influencia y poderío de los italianos en Albania. El predominio italiano se sentía fuertemente en la economía albanesa, desarrollada gracias a capitales italianos, en el ejército y el cuerpo policial (asesorados por oficiales fascistas), y en las relaciones internacionales donde Albania se alineaba consistentemente con los intereses de Italia. No obstante, desde su acercamiento a la Alemania nazi el régimen mussoliniano aspiraba a disfrutar de una mayor influencia sobre Albania, ahora en el plano cultural y político, en merma de la autoridad de Zog I.
La anexión nazi de Austria en marzo de 1938 y la invasión alemana de Checoslovaquia en marzo de 1939 causaron gran impresión en Italia, donde el gobierno de Mussolini aspiraba a hacerse con el control total sobre Albania como forma de contrarrestar la demostración de fuerza hecha por el Tercer Reich en Checoslovaquia, que mostraba a la Italia fascista como una potencia secundaria del Eje. 
En concordancia con estas ideas, el 25 de marzo el propio Mussolini envió un ultimátum al rey Zog I exigiendo facilidades para la instalación de numerosas fuerzas militares italianas en Albania, lo que fue rechazado. En esas semanas estaba previsto el nacimiento del hijo y heredero del rey Zog I, suceso que fortalecía a la monarquía nativa albanesa, por lo cual el gobierno italiano resolvió actuar contra Albania lo antes posible. El heredero al trono albanés, Leka I, nació el 5 de abril y tras conocerse de esta noticia el gobierno italiano se lanzó de inmediato a la invasión de Albania.

### Invasión italiana
El viernes 7 de abril de 1939, Benito Mussolini envió cerca de 60 000 soldados a través del Estrecho de Otranto para desembarcar en los principales puertos albaneses como Durrës, Vlorë y Sarandë, tomándolos por asalto rápidamente ese mismo día, y lanzándose a la ocupación del resto del territorio albanés.
El Ejército Real Albanés era numéricamente pequeño para resistir al empuje de los italianos, y además durante los años previos sus instructores y asesores militares habían sido italianos, que por ello conocían casi a la perfección sus rutas de comunicación, depósitos de municiones y abastecimientos. No obstante, hubo una breve resistencia albanesa en Durrës, que causó algunas bajas a los italianos y les evitó por algunas horas desembarcar suministros en el puerto.
Tras dominar las regiones costeras poco después del mediodía del 7 de abril, las tropas italianas avanzaron sin hallar resistencia apreciable y ocupando las ciudades principales, mientras el rey Zog I huía con el gobierno y la familia real hacia Grecia al caer la tarde del 7 de abril. En la mañana del 8 de abril los italianos tomaron Tirana y culminaron la ocupación de Albania.

### Régimen italiano

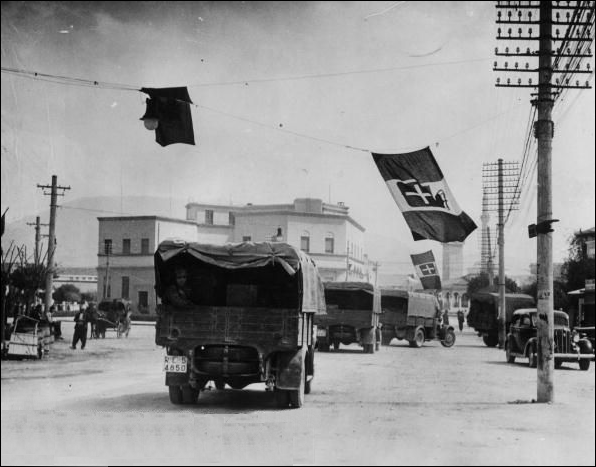
Convoy militar italiano en Albania, abril de 1939.

El 12 de abril de 1939 el parlamento de Albania, reunido en Tirana bajo presión del invasor, aceptó la "unión personal" del país con Italia y proclamar al monarca italiano Víctor Manuel III como rey de Albania, en esa atmósfera también se eligió como primer ministro al mayor terrateniente del país, Shefqet Vërlaci. El antiguo embajador italiano en Tirana, Francesco Jacomoni, fue designado "representante personal" del rey de Italia, quedando prácticamente instalado como virrey en Albania. Mientras tanto el ministro de relaciones exteriores de Italia, conde Galeazzo Ciano, llegaba a Albania para supervisar la instauración del régimen fascista allí y seleccionar a los líderes de la élite albanesa que colaborarían con los italianos.
El 15 de abril de 1939 Albania fue retirada de la Sociedad de las Naciones y en junio de ese año las entidades estatales albanesas empezaron a ser fusionadas con las italianas. El Partido Nacional Fascista empezó a reclutar albaneses para sus milicias locales, y el ejército albanés fue encuadrado en unidades del Regio Esercito. La administración civil albanesa no fue disuelta sino solamente colocada bajo mando italiano en sus niveles más elevados, y si bien Albania conservó formalmente un gobierno propio en manos de políticos albaneses, estos debían tener la aprobación del gobierno de Roma. 
Mientras tanto la economía albanesa caía también bajo el pleno control estatal italiano, en tanto las empresas italianas asumían el control de los recursos naturales albaneses como el petróleo. No obstante, en tanto la economía de Albania estaba basada predominantemente en la agricultura de clanes familiares, el interés de los italianos en una explotación racional de los recursos naturales albaneses causó un cierto crecimiento económico durante los primeros años de la ocupación. 
El régimen italiano se sostuvo a pesar de las derrotas italianas en la campaña de Grecia de octubre de 1940, cuando las tropas griegas rechazaron la invasión italiana y penetraron inclusive varios kilómetros en territorio albanés. No obstante, tras el éxito del Eje en la Invasión de Yugoslavia en abril de 1941, el acuerdo entre Alemania e Italia determinó que la Albania Italiana absorbiera zonas de Montenegro, Kosovo y Macedonia que eran pobladas por la minoría étnica albanesa, aumentando así el territorio bajo control italiano.
La reunión de casi toda la población de etnia albanesa en un solo territorio unificado fue un elemento aprovechado por la propaganda del fascismo italiano a partir de mediados de 1941, pero estuvo lejos de satisfacer a los independentistas albaneses, conscientes que la reunificación de su etnia sólo se debía a la voluntad de Italia como potencia ocupante. 
No obstante, el estallido de las revueltas de los partisanos yugoslavos desde fines de 1941 no afectó a las tropas italianas que ocupaban Albania, quienes mediante una mezcla de negociaciones y amenazas lograron evitar que la guerrilla yugoslava tratara de extender alguna revuelta entre los albaneses. Las únicas señales de inestabilidad política en Albania empezaron a inicios de 1943, tras la derrota ítaloalemana en El Alamein pero no perturbaron mayormente la ocupación italiana.

### Extinción
La Albania Italiana se derrumbó repentinamente cuando en septiembre de 1943, tras el derrocamiento de Mussolini el 25 de julio de ese año, el gobierno del general Pietro Badoglio celebró un armisticio con los aliados occidentales, siendo que en reacción a ello hubo una serie de revueltas albanesas frente a la confusión de las autoridades italianas, que no habían recibido instrucciones desde Roma sobre el curso a seguir, desconociendo si debían entregar el mando a los aliados occidentales (que aún no operaban en los Balcanes) o pedir ayuda a las tropas alemanas estacionadas en Yugoslavia. Tras pocos días de desorden, los albaneses abolieron en la práctica la autoridad italiana pero las sublevaciones nativas no lograron solidificarse lo suficiente como para restablecer la independencia de Albania o siquiera instaurar un gobierno sólido.
Ante la rendición italiana a los aliados, el Tercer Reich invadió y ocupó el norte de Italia, mientras las tropas de la Wehrmacht alemana en los Balcanes avanzaron en simultáneo sobre Albania en septiembre de 1943, desarmaron a las tropas italianas establecidas allí y colocaron a Albania bajo su dominio efectivo, sustituyendo a la administración italiana por la autoridad militar alemana, situación que persistiría hasta octubre de 1944.